# غيلبرت سميث
غيلبرت سميث (بالإنجليزية: Gilbert Smith)‏ (1 يناير 1869 المملكة المتحدة - ) هو لاعب كرة قدم بريطاني.